# منتخب نيكاراغوا لكرة القدم للسيدات
منتخب نيكاراغوا الوطني لكرة القدم للسيدات (بالإسبانية: Selección femenina de fútbol de Nicaragua)‏ هو ممثل نيكاراغوا الرسمي في المنافسات الدولية في كرة القدم للسيدات، يديريه اتحاد نيكاراغوا لكرة القدم.